# Duomo di Linköping
Il duomo di Linköping (in svedese Linköpings domkyrka) è la cattedrale luterana di Linköping, in Svezia, e sede della diocesi di Linköping.

## Storia
L'attuale chiesa ha una storia di 800 anni. Nell'XI secolo sul sito dell'attuale cattedrale fu costruita una prima chiesa di legno. Successivamente, intorno al 1120, venne sostituita con una chiesa in pietra a pianta basilicale e con una dimensione pari alla metà dell'attuale edificio. Intorno al 1230 si è reso necessario costruire una chiesa più grande, poiché la basilica era diventata troppo piccola. La chiesa fu ampliata verso est, con un nuovo coro e il transetto, elementi originali che rimangono nella chiesa moderna, come anche la pala d'altare.
L'ampliamento successivo fu realizzato dopo l'incoronazione di Valdemaro I di Svezia nel 1251. In questa occasione venne costruito l'edificio principale e la chiesa raggiunse la sua lunghezza attuale.
All'inizio del XV secolo furono costruite le cappelle in stile gotico, con grandi vetrate. Le cappelle furono dedicate a sant'Andrea, san Nicola e san Tommaso.
Due incendi danneggiarono il tetto della chiesa nel 1546 e nel 1567. La torre fu ricostruita tra il 1747 e il 1758 e di nuovo tra il 1877 e il 1886 da Helgo Zettervall, che la portò ad un'altezza di 107 metri. Il ripristino dell'edificio è stato fatto nel 1967, recuperando la forma del tetto del XVII secolo. Il caratteristico colore del tetto è dovuto ai pannelli di rame che lo ricoprono, che ossidandosi formano la patina "verde rame".

## Galleria d'immagini

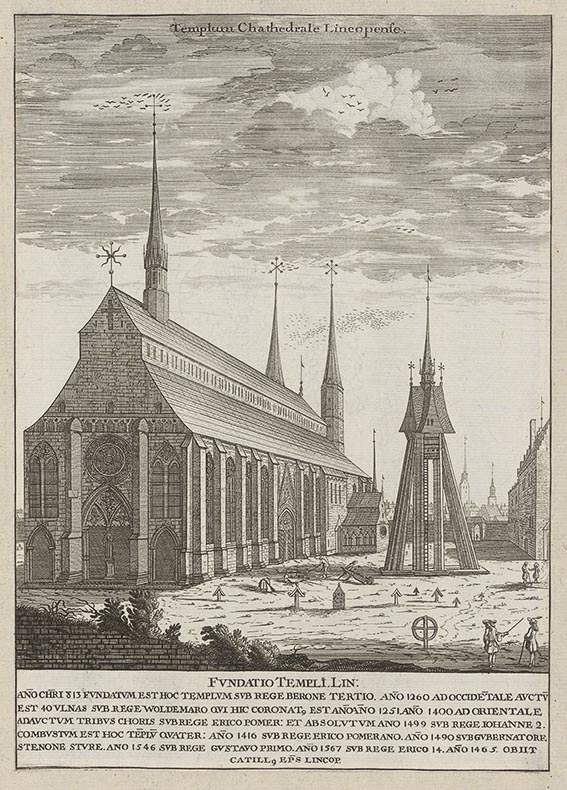
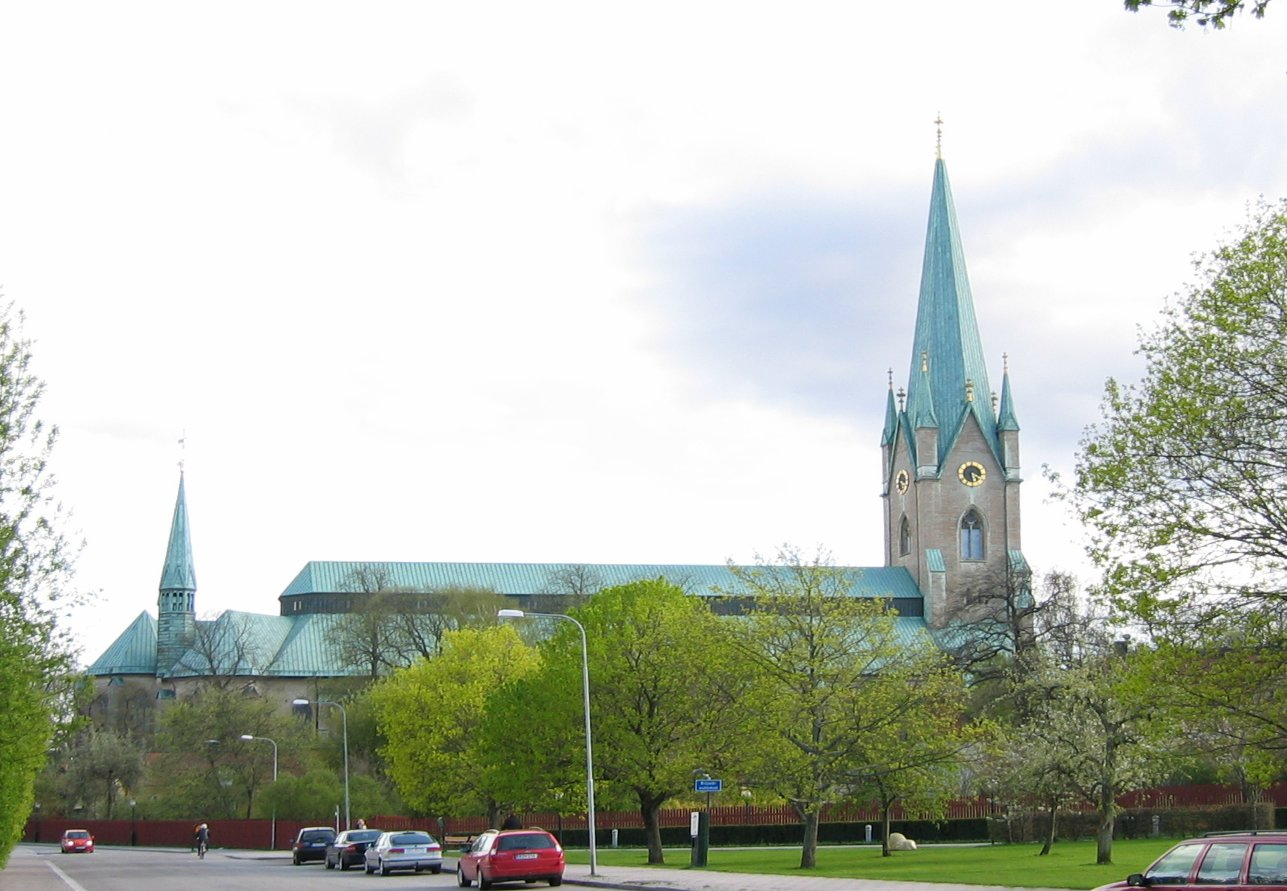
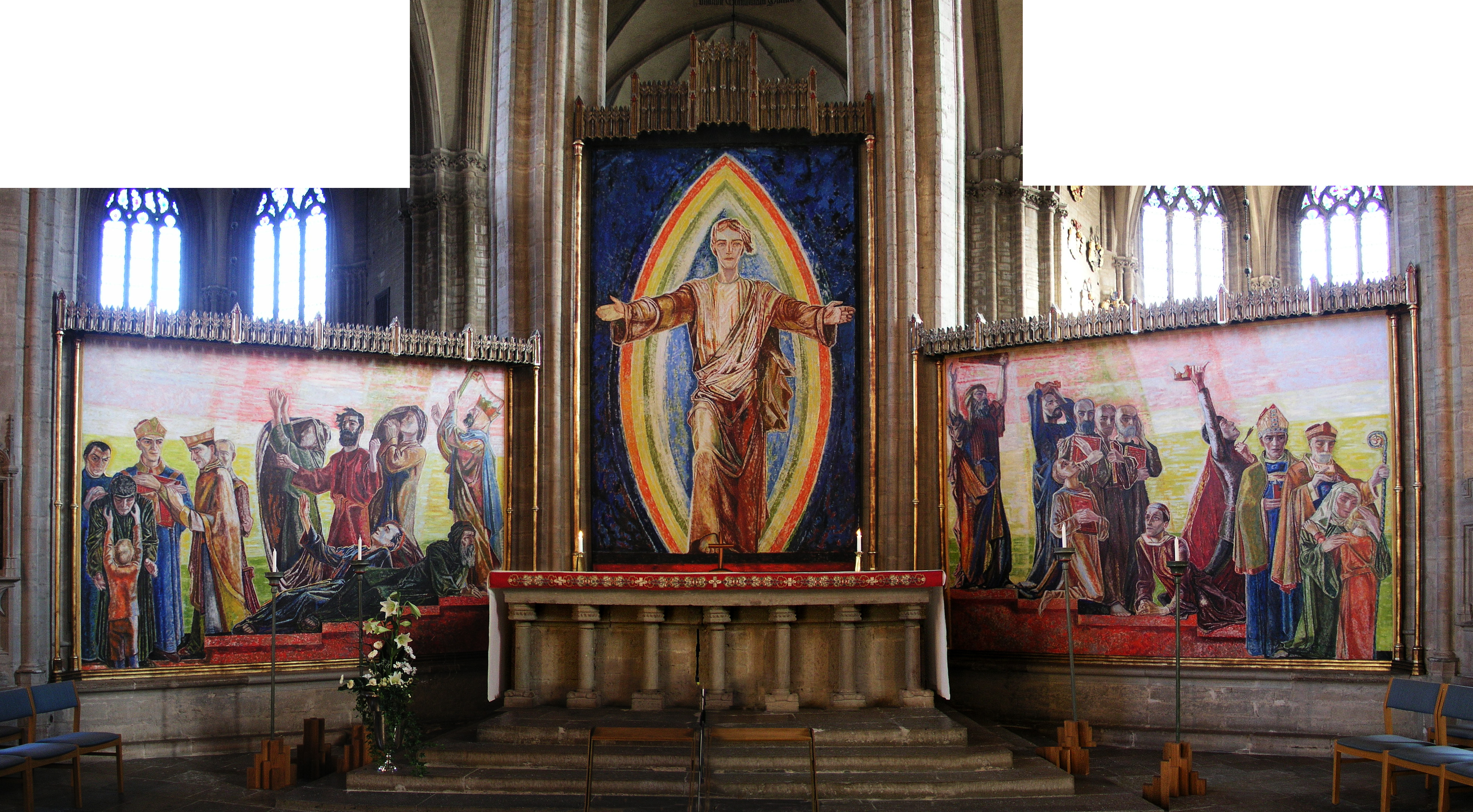
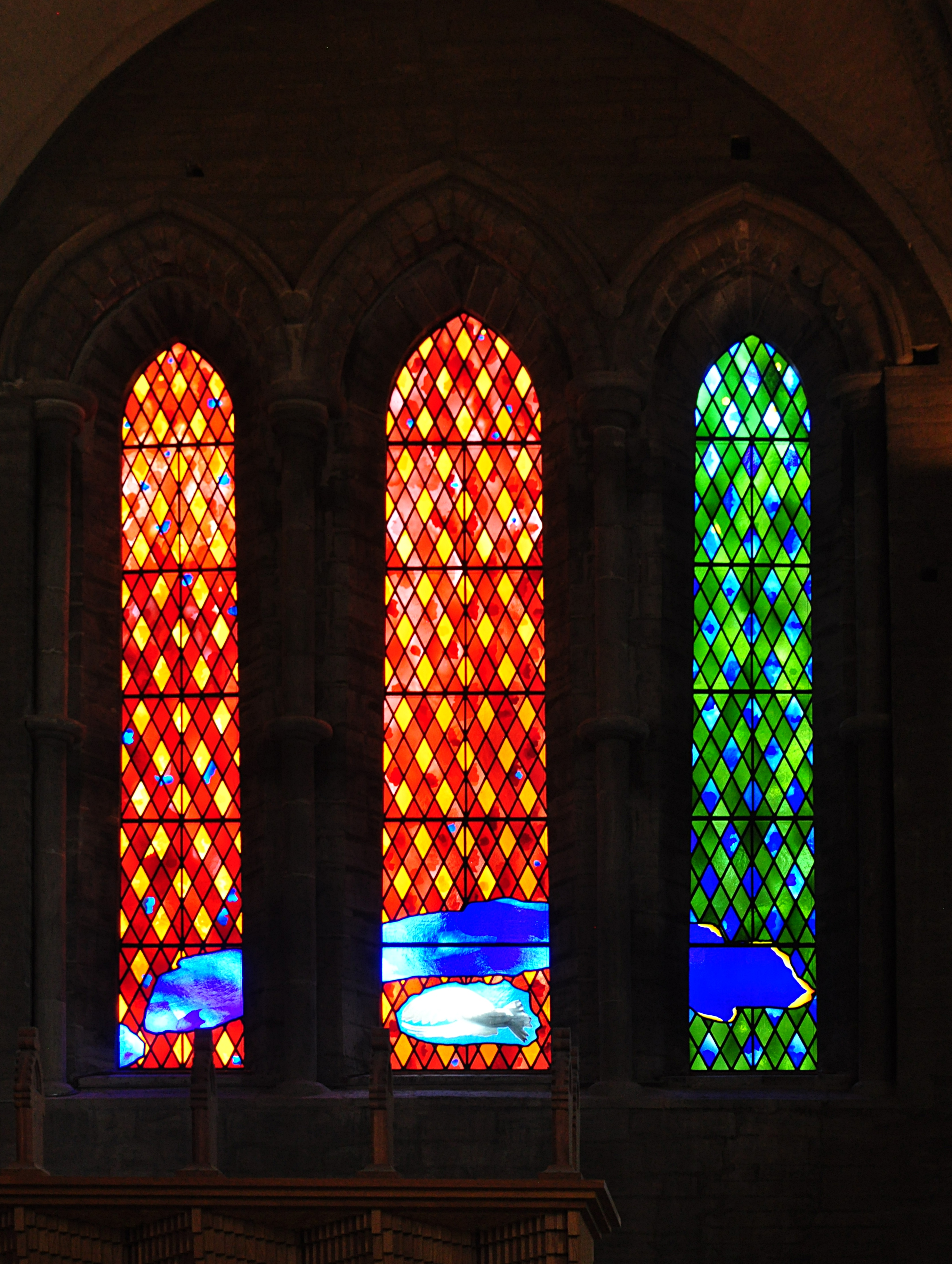
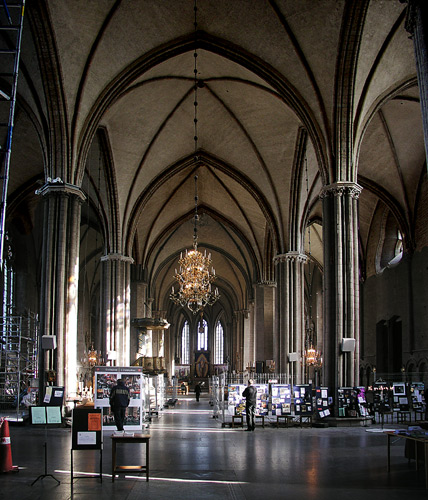